# Josef Weinheber
Josef Weinheber (ur. 9 marca 1892 w Wiedniu, zm. 8 kwietnia 1945 w Kirschstetten) – austriacki pisarz i poeta. Od 1932 niezależny pisarz, w 1935 tytuł profesora i Nagroda Mozarta Fundacji Goethego, w 1941 nagroda Grillparzera, w 1942 doktorat honoris causa wydziału filozoficznego Uniwersytetu Wiedeńskiego.
Dzieła literackie to między innymi Der einsame Mensch (1920), Adel und Untergang (1934), Das Waisenhaus (1924), Wien wörtlich (1935), Vereinsamtes Herz (1935), Späte Krone (1936), Zwischen Göttern und Demonen (1938), Gold außer Kurs (1943).
Jego nazwisko figurowało na Gottbegnadeten-Liste (Lista obdarzonych łaską Bożą w III Rzeszy)